# Bataille d'Irpin
Ne doit pas être confondu avec Bataille de la rivière Irpine.
Invasion de l'Ukraine par la Russie de 2022, Offensive de Kyïv
Batailles
Offensive de Kiev (Jytomyr, Kiev) : 
- 1re Hostomel
- Tchernobyl
- Ivankiv
- Kiev
- 2e Hostomel
- Vassylkiv
- Boutcha
- Irpin
  - Bombardement de réfugiés
- Jytomyr
- Mochtchoun
- Makariv
- Brovary

Offensive du Nord (Tchernihiv, Soumy) :
- Hloukhiv
- Slavoutytch
- Bombardements
- Soumy
- Trostianets
- Tchernihiv
- Okhtyrka
- Lebedyn
- Konotop
- Romny
- Desna
- Escarmouches frontalières

Russie  (Briansk, Belgorod) :
- Incursions en Russie occidentale
  - Oblast de Briansk
  - Oblasts de Belgorod et de Koursk
    - Incursions de 2024

  - Bombardement de Belgorod
- Oblast de Koursk (août 2024)

Campagne de l'Est (Donetsk, Louhansk, Kharkiv)
Kharkiv :
- 1re Kharkiv
  - Tchouhouïv
  - Bombardements : en février
  - en mars
  - en avril
  - du bâtiment administratif
- Izioum
- 2e Kharkiv
  - Balaklia
  - 1re Koupiansk
  - Chevtchenkove
- 3e Kharkiv

Nord du Donbass:
- Starobilsk
- Sloviansk
  - Dovhenke
  - 1re Lyman
  - Sviatohirsk
  - Bohorodychne et Krasnopillia
  - Bombardements : Bilohorivka
  - Kramatorsk
- Sievierodonetsk
  - Kreminna
  - Donets
  - Roubijné
  - Popasna
  - Tochkivka
  - Massacre
- Lyssytchansk
- 2e Kharkiv
  - Balaklia
  - 1re Koupiansk
  - Chevtchenkove
  - 2e Lyman
- Oblast de Louhansk
  - Ligne Svatove-Kreminna
  - Serebryansky
  - 2e Koupiansk

 Centre du Donbass:
- Horlivka
- Popasna
- Svitlodarsk
- Bakhmout
  - Soledar
- Siversk
- Tchassiv Iar
- Toretsk

Sud du Donbass :
- Volnovakha
- Marioupol
  - Bombardements : de l'hôpital
  - du théâtre
  - de l'école d'art
- Pisky
- Vouhledar
  - Pavlivka
- Marïnka
- Contre-offensive de 2023
- Avdiïvka
- Novomykhaïlivka
- Pokrovsk
  - Krasnohorivka
  - Toretsk
- Bombardements :
- Makiïvka
- Donetsk

Campagne du Sud (Mykolaïv, Kherson, Zaporijjia)
- 1re Kherson
- Odessa
- Melitopol
- Mykolaïv
  - Bombardements : à fragmentation
  - du bâtiment administratif
- 1re Berdiansk
- Zaporijjia
- Tchornobaïvka
- Enerhodar
- Voznessensk
- Houliaïpole
- Davydiv Brid
- 2e Berdiansk
- Nova Kakhovka
- 2e Kherson
  - Doudtchany
- Dniepr
- Tchoulakivka
- Contre-offensive de 2023
  - Robotyne

Frappes aériennes dans l'Ouest et le Centre de l'Ukraine
- Lviv (02/2022)
- Vinnytsia (03/2022)
- Yavoriv (03/2022)
- Deliatyne (03/2022)
- Dnipro

Guerre navale
- Île des Serpents (02/2022)
- Moskva (04/2022)

Attaques en Crimée
- Novofedorivka (08/2022)
- Djankoï (08/2022)
- Pont de Crimée (10/2022)
- Base navale de Sébastopol (10/2022)
- Pont de Crimée (07/2023)
- Base navale de Sébastopol (09/2023)

Débordement
- Aéroport de Millerovo
- Sabotages en Russie
- Attaques en Transnistrie
- Sabotage des gazoducs Nord Stream
- Terrain d'entraînement militaire de Soloti
- Explosions en Pologne
- Bases aériennes de Dyagilevo et Engels-2
- Base aérienne de Minsk-Matchoulichtchi
- Crise russo-moldave de 2023
  - Accusations de tentative de coup d'État en Moldavie
- Incident de drone de 2023 en mer Noire
- Rébellion du groupe Wagner

Massacres
- Tchernihiv
- Boutcha
- Borodianka
- Olenivka
- Izioum

La bataille d'Irpin est un engagement militaire débuté le 27 février 2022, dans le cadre de l'invasion de l'Ukraine par la Russie, peu après la prise de l'aéroport de Hostomel, situé à proximité. Elle oppose les Forces armées ukrainiennes aux Forces armées russes. En raison de l'intensité des combats dans la région de Kiev, les autorités locales décrivent Irpin, assaillie par les forces russes, comme l'une des villes les plus dangereuses de tout l'oblast, aux côtés de Hostomel, de Vychhorod et de Boutcha, également théâtre de combats.
La bataille s'achève sur une victoire ukrainienne, l'armée russe échouant à prendre Irpin, important point de passage vers Kiev. Les forces russes finissent par se retirer définitivement de l'oblast de Kiev en avril 2022.

## Contexte
Après s'être emparés le 25 février de l'aéroport de Hostomel, à proximité de Kiev, les forces russes ont commencé à se diriger vers le sud, vers les villes voisines de Irpin et Boutcha, avec comme objectif supposé l'encerclement de Kiev,.
Le 25 février 2022, les forces ukrainiennes ont affirmé avoir détruit un convoi russe se dirigeant vers Irpin, avant qu'un habitant de la ville n'affirme en vidéo le lendemain que des parachutistes russes s'étaient déguisés en civils et arrivaient en ville,,.

## Forces en présence

### Russie
Forces aéroportées russes
- 76e division d'assaut aérien de la Garde[8]
  - 104e régiment d'assaut aérien de la Garde
- 106e division aéroportée de la Garde
  -  51e régiment aéroporté de la Garde[9]
  -  137e régiment aéroporté de la Garde

### Ukraine
Forces armées ukrainiennes :
- Armée de terre ukrainienne
  -  70e régiment de soutien technique
  -  72e brigade mécanisée
- Forces d'assaut aérien ukrainiennes
  -  80e brigade d'assaut aérien (éléments réduits)
- Force de défense territoriale
  -  114e brigade de défense territoriale
    - 243e bataillon de défense territorial

  -  Légion internationale
    -  1er bataillon de la légion internationale
    -  Régiment Kastous-Kalinowski

 Ministère de l'Intérieur :
 Police nationale
- Patrouille de police spéciale
  -  régiment de police « Kiev »[10]

## Déroulement
Le 27 février, les autorités ukrainiennes annoncent que la bataille pour le contrôle de la ville d'Irpin a débuté, après que les forces russes ont ouvert un nouveau front en ayant fait une percée à Boutcha, une ville voisine, où les combats avaient commencé plus tôt dans la journée. Selon le maire d'Irpin, Oleksandr Markouchyne, les forces russes sont repoussées par les efforts conjoints de l'armée de terre et des forces aérienne et de défense territoriale ukrainiennes, appuyées par des renforts en provenance de Boutcha. Les affrontements, particulièrement intenses auprès d'un centre commercial situé entre les deux villes, auraient mené, selon des vidéos postées par les soldats ukrainiens, à la destruction d'un véhicule de transport de troupes et à la mort d'au moins six combattants russes.
Début mars, les forces armées russes bombardent intensément Irpin dans leur effort pour la prise de Kiev. La ville est considérée comme le « dernier verrou » à l'ouest avant la bataille de Kiev.
Le 3 mars, l'assaut sur Irpin reprend et des combats intenses ont lieu.
Le 6 mars, Irpin est l'objet des efforts les plus importants des forces armées russes, dans le but de réussir l'enveloppement de Kiev et d'attaquer la capitale. L'armée russe concentre par ailleurs ses forces dans la région en vue de la bataille de Kiev, qui est son objectif primordial. Des chars de combat et des forces d'infanterie sont visibles à Irpin.
Pour capturer Irpin, les forces armées russes ont recours à la stratégie consistant à assiéger la ville. À partir du 4 mars, les habitants sont privés, d'eau, de chauffage et de ravitaillement en nourriture, et ils ne peuvent pas quitter la ville. De plus, l'armée russe bombarde intensivement les infrastructures civiles.
Les bombardements provoquent la fuite désordonnée des habitants d'Irpin vers Kiev, des civils tentent par tous les moyens de fuir la ville dans des conditions particulièrement précaires. La seule route praticable passe par le pont la reliant à la capitale, qui a été détruit par l'armée ukrainienne afin de ralentir l'invasion russe. Une planche de bois est mise en place et tient lieu de passerelle pour traverser la rivière. Environ 10 000 personnes de tous âges quittent la ville à pied sous les bombardements,.
Le 6 mars, l'armée russe bombarde le point de passage à travers la rivière. L'administration municipale recense 8 morts, dont deux enfants.
Le 8 mars, le maire d'Irpin, Oleksandr Markouchyn (uk), déclare qu'il a reçu un ultimatum des forces armées russes réclamant la reddition de la ville, qu'il refuse.
Le 13 mars, le journaliste américain Brent Renaud, ancien vidéo-journaliste du New York Times, est tué par balle entre Irpin et Boutcha. L'origine du tir n'est pas établie. Un autre journaliste américain et un civil ukrainien sont blessés.
Le 28 mars, les autorités ukrainiennes annoncent la « libération » d'Irpin,. À la date du 3 avril, selon le maire de la ville, Oleksandr Markouchyn (uk), 200 à 300 civils auraient été tués pendant les combats. Lors d'un déplacement à Kiev, le 9 avril, le Premier ministre Boris Johnson rencontre le Président Volodymyr Zelensky et déclare : « Ce que Poutine a fait à Boutcha et Irpin sont des crimes de guerre et ont entaché de façon permanente sa réputation et la représentation de son gouvernement ». Il s'engage à livrer des nouveaux équipements militaires dont 120 véhicules blindés et des systèmes de missiles antinavires,.

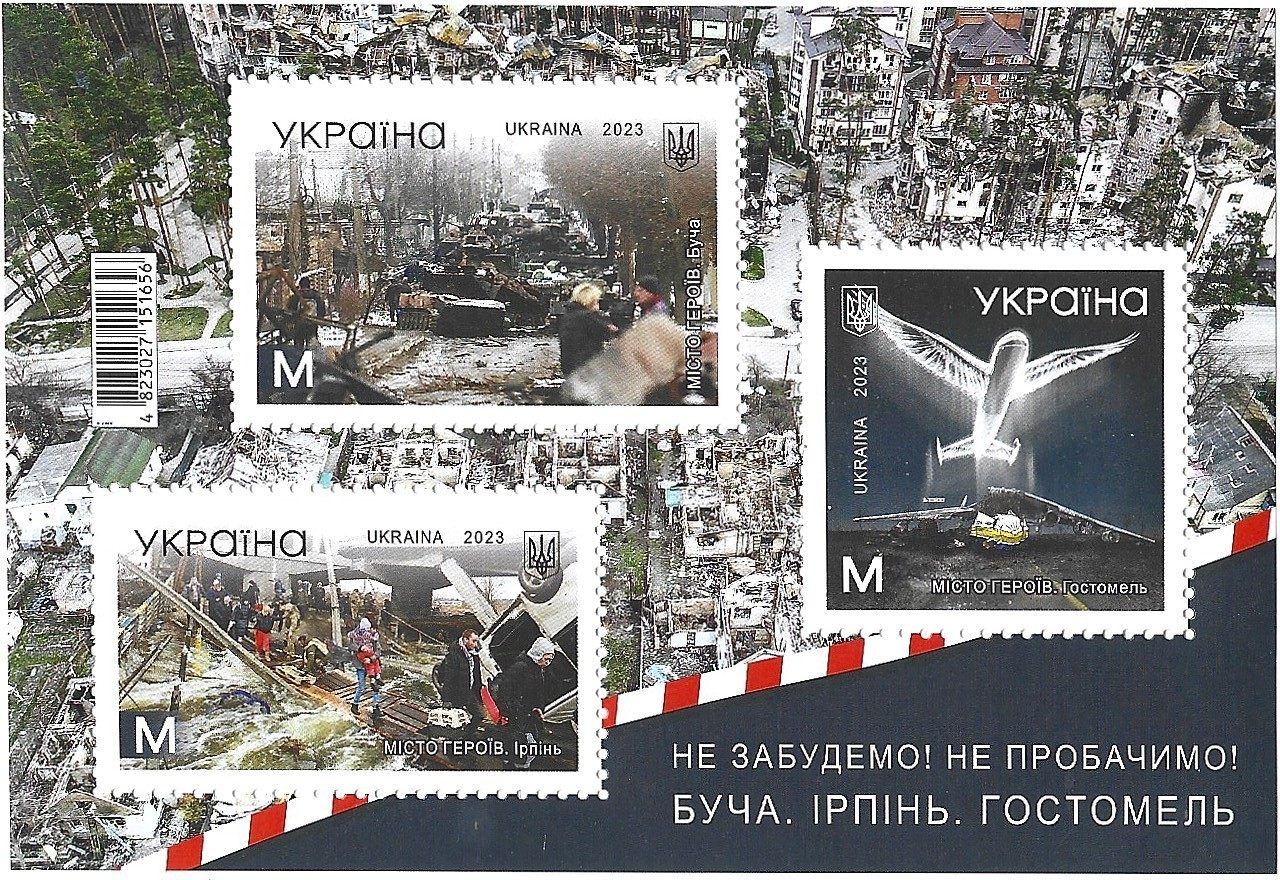
Édition d'un timbre hommage en 2023 : Nous n'oublierons pas ! Nous ne pardonnerons pas ! la cité des Héros : Boutcha, la cité des Héros : Irpine, la cité des Héros : Hostomel.